# Martine Moïse

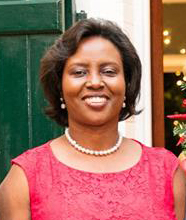
Martine Moïse (Dezember 2018)

Martine Marie Étienne Moïse (* 5. Juni 1974 in Port-au-Prince) ist eine ehemalige haitianische First Lady und die Witwe des ermordeten Präsidenten von Haiti Jovenel Moïse.

## Leben
Moïse wurde am 5. Juni 1974 in Port-au-Prince, Haiti, als Martine Marie Étienne Joseph geboren. 1993 schloss sie ihre Schullaufbahn am Collège Roger Anglade in Port-au-Prince ab. 1997 erhielt sie einen Abschluss als Dolmetscherin der Université Quisqueya.
Sie lernte ihren zukünftigen Ehemann Jovenel Moïse kennen, als beide an der Quisqueya-Universität studierten. Das Paar heiratete 1996. Später im selben Jahr zogen Moïse und ihr Mann mit der Absicht, in der ländlichen Entwicklung zu arbeiten, nach Port-de-Paix im Norden Haitis.
Während ihrer Zeit als Gattin des Präsidenten (First Lady) war Moïse Präsidentin der Fondasyon Klere Ayiti, einer Einrichtung zur Entwicklung des Gemeinwesens, die sich auf politische Bildung und Frauenfragen konzentriert. Im Oktober 2017 wurde sie Koordinationspräsidentin für den Global Fund in Haiti – CCM, der HIV/AIDS, Malaria und andere Krankheiten lindern soll. Moïse befürwortete auch neue Investitionen in das haitianische Kunsthandwerk und -gewerbe, um lokale Künstler zu fördern.

## Mordanschlag auf ihren Ehemann
Bei dem Mordanschlag in den frühen Morgenstunden des 7. Juli 2021, bei dem ihr Ehemann getötet wurde, wurde auch sie von Schüssen getroffen. Schwerverletzt wurde sie in ein örtliches Krankenhaus gebracht und später in ein Krankenhaus nach Miami (USA) verlegt.
Am 17. Juli 2021 kehrte sie in ihr Heimatland zurück, um an den Vorbereitungen für das Staatsbegräbnis ihres Mannes mitzuwirken.